# Acton (Suffolk)
Pour les articles homonymes, voir Acton.
Acton est une localité anglaise située dans le district de Babergh et le comté du Suffolk.